# Quand on est deux
Quand on est deux est une série télévisée française en 26 épisodes de 13 minutes, en noir et blanc, réalisée par Jacques-Gérard Cornu sur un scénario de Jean Cosmos et Jean Chatenet et diffusée le dimanche, à partir du 18 novembre 1962 sur l'unique chaîne de la RTF.

## Synopsis
Sur un ton humoristique, les petits soucis quotidiens d'Odette et Pilou Laborde et de leur voisin M. Rousseau.

## Distribution
- Odette Laure : Odette Laborde
- Pierre-Louis : Pilou Laborde
- Henri Labussière : Rousseau
- Hubert Deschamps (épisode Souvenir de vacances)
- Jean Valmans (épisode Le Frère d'Odette)
- Dominique Davray (épisodes Noces de verre, Le Bon Numéro)

## Épisodes
1. Il faut qu'une porte
2. Le Frère de madame
3. Plaies et bosses
4. La Quincaillerie
5. L'Intrus
6. La Grande Bataille
7. On dîne en ville
8. L'Impasse budgétaire
9. Un ami qui vous veut du bien
10. Quelle soirée !
11. Les Chasseurs
12. L'Invité d'honneur
13. Télé cross
14. Noces de verre
15. Le Départ
16. Les Peintres
17. Le Rouge est mis
18. La future
19. Gymkhana
20. L'Art et la manière
21. L'Italie chez soi ou Souvenirs de vacances
22. Le Bon Numéro
23. La Croisière
24. Le Fléau
25. Shopping
26. Le Pélican
27. Le Bridge
28. Le Permis de conduire

## Commentaires
C'est Odette Laure qui, de retour d'un voyage aux États-Unis avec son mari le comédien Jean Valmans, eut l'idée d'adapter pour la télévision française la série comique (sitcom) américaine I Love Lucy. Quand on est deux fut donc, d'après Odette Laure, « la première sitcom française de la télévision ».